# Koledarski carevi
Koledarski carevi (bjeloruski: Цары Каляды, tj. Cari Kaljadi) ili Božićni carevi je obred i festivalski događaj koji se slavi u selu Semezhava u Minskoj oblasti (Bjelorusija). Bjeloruska proslava Nove godine se odvija prema starom julijanskom kalendaru i spaja se s određenim lokalnim narodnim dramskim izvedbama (koleda). Svake godine oko 500 muškaraca sudjeluje u ovom događaju, iako selo ima tek oko 1250 stanovnika (2009.), pa im se pridružuju mnogi rođaci koji vuku podrijetlo iz ovog sela, a danas žive negdje drugdje i posjećuju ga za božićne blagdane. Nekolicina sudionika ima ulogu „Koledarskih careva” u nacionalno-povijesnoj drami „Car Maksimilijan”.
Prema predaji, ovaj običaj je nastao kada su u 17. ili 18. stoljeću vojnici bili stacionirani u blizini sela, te su za jedan Božić obišli selo i izvodili predstavu za što su ih seljani darovali. nakon što su preraspodijeljeni, običaj su nastavili sami seljani, odjeveni poput vojnika. Njihove odore se sastoje od bijele košulje, pojasa s tradicionalnim geometrijskim uzorcima, crvenih lenti koje se križaju na grudima, crnih čizama i visokih šešira od papira sa šarenim vrpcama na vrhu.
Interakciju s publikom istovremeno ostvaruje još nekoliko komičnih likova kao što su dzad (starac) i baba (starica) koje glume mladić i djevojka. Tijekom drame „carevi” posjećuju domove neudanih djevojaka kako bi izvodili komične skečeve i primili dobre želje i darove. Procesija se nastavlja dugo u noć, osvijetljena bakljama. Spajanjem dramatičnih aluzija na moderan život, kao i etničkih zajednica, skupina i induvidualaca, učinili su ovu dramu živahnim primjerom kulturne raznolikosti. Zbog toga su Koledarski carevi su upisani na popis nematerijalne svjetske baštine.
Obred koledarskih careva se održavao neprekinuto od 18. stoljeća do 1960. godine, nakon čega se održavao samo sporadično, dok ga skupina entuzijasta nije obnovila 1980. god. Iako je ova ceremonija jako popularna među starijim stanovnicima, mladi gube zanimanje za nju. Zbog toga postoji opasnost pojave praznine u prijenosu znanja proizvodnje tradicionalnih kostima, instrumenata, unutarnjih dekoracija i određenih jela koji prate ovu nematerijalnu baštinu koja možda neće nadživjeti današnju generaciju stanovnika sela Semezhava. Zbog toga su koledarski carevi upisani i kao nematerijalna baština na popisu hitne zaštite UNESCO-a.

## Poveznice
- Dubrovačka kolenda

## Vanjske poveznice
- Video na You Tube